# Chhaya
Chhaya è una suddivisione dell'India, classificata come municipality, di 38.525 abitanti, situata nel distretto di Porbandar, nello stato federato del Gujarat. In base al numero di abitanti la città rientra nella classe III (da 20.000 a 49.999 persone).

## Geografia fisica
La città è situata a 21° 39' 09 N e 69° 40' 29 E.

## Società

### Evoluzione demografica
Al censimento del 2001 la popolazione di Chhaya assommava a 38.525 persone, delle quali 20.323 maschi e 18.202 femmine. I bambini di età inferiore o uguale ai sei anni assommavano a 4.785, dei quali 2.543 maschi e 2.242 femmine. Infine, coloro che erano in grado di saper almeno leggere e scrivere erano 27.259, dei quali 15.930 maschi e 11.329 femmine.